# Jáma (rybník)
Rybník Jáma je větší ze soustavy dvou rybníků Plachta a Jáma v lokalitě přírodní památky Na Plachtě. Oba rybníky byly zbudovány v 15. století. Břehy rybníka Jáma jsou porostlé rákosem obecným, na nejužší straně (u vtoku zavodňovací strouhy) rybník přechází v bažinný mokřad s keříky vrb popelavých a ušatých.
Rybník Jáma nemá stálý přítok vody, ale má spíše charakter nebeského rybníka. Množství přitékající vody lze zčásti ovlivnit pouze upuštěním rybníka Kříž a to pouze v případě dostatečného množství vody v něm.

## Galerie

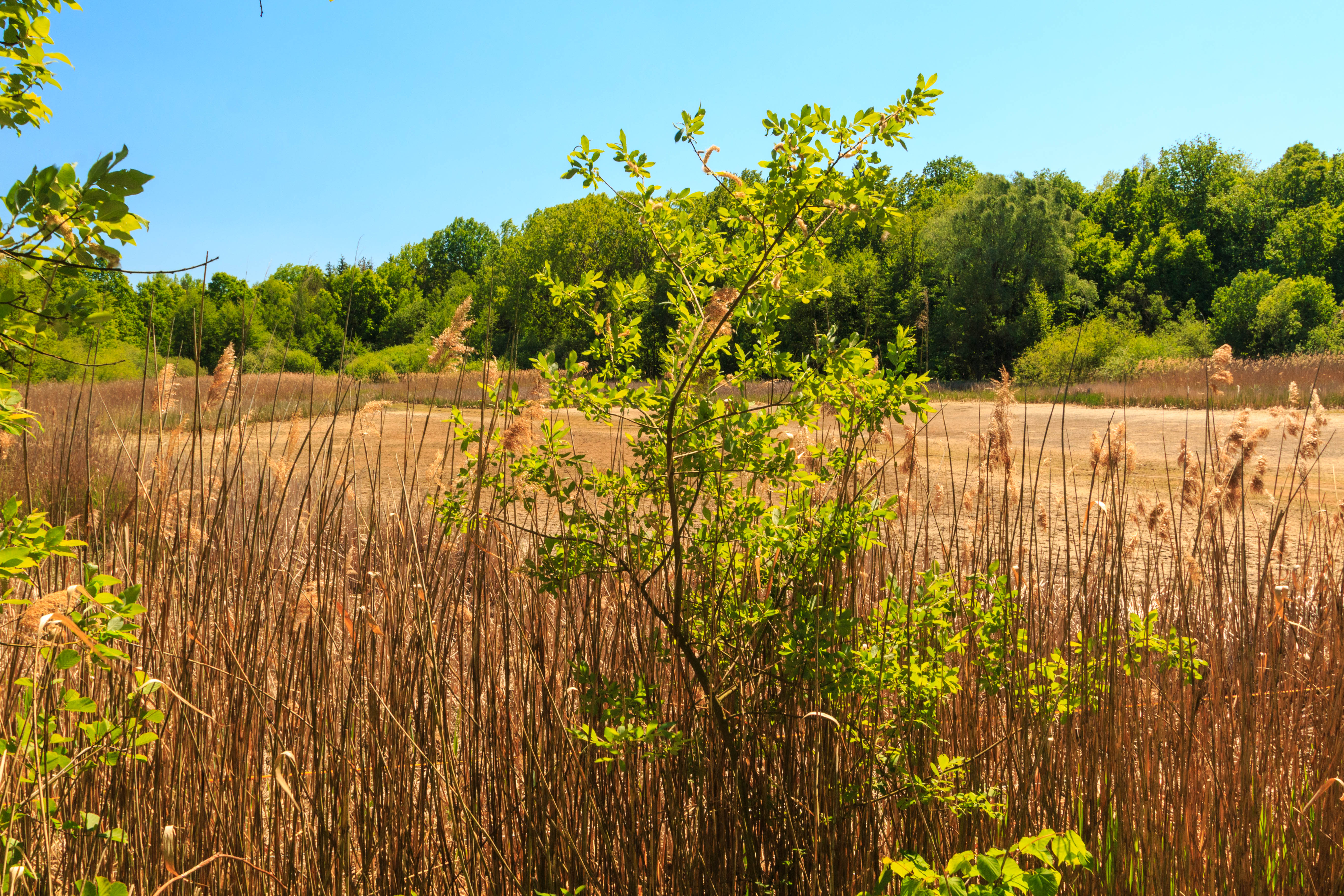
pohled na vypuštěný rybník Jáma
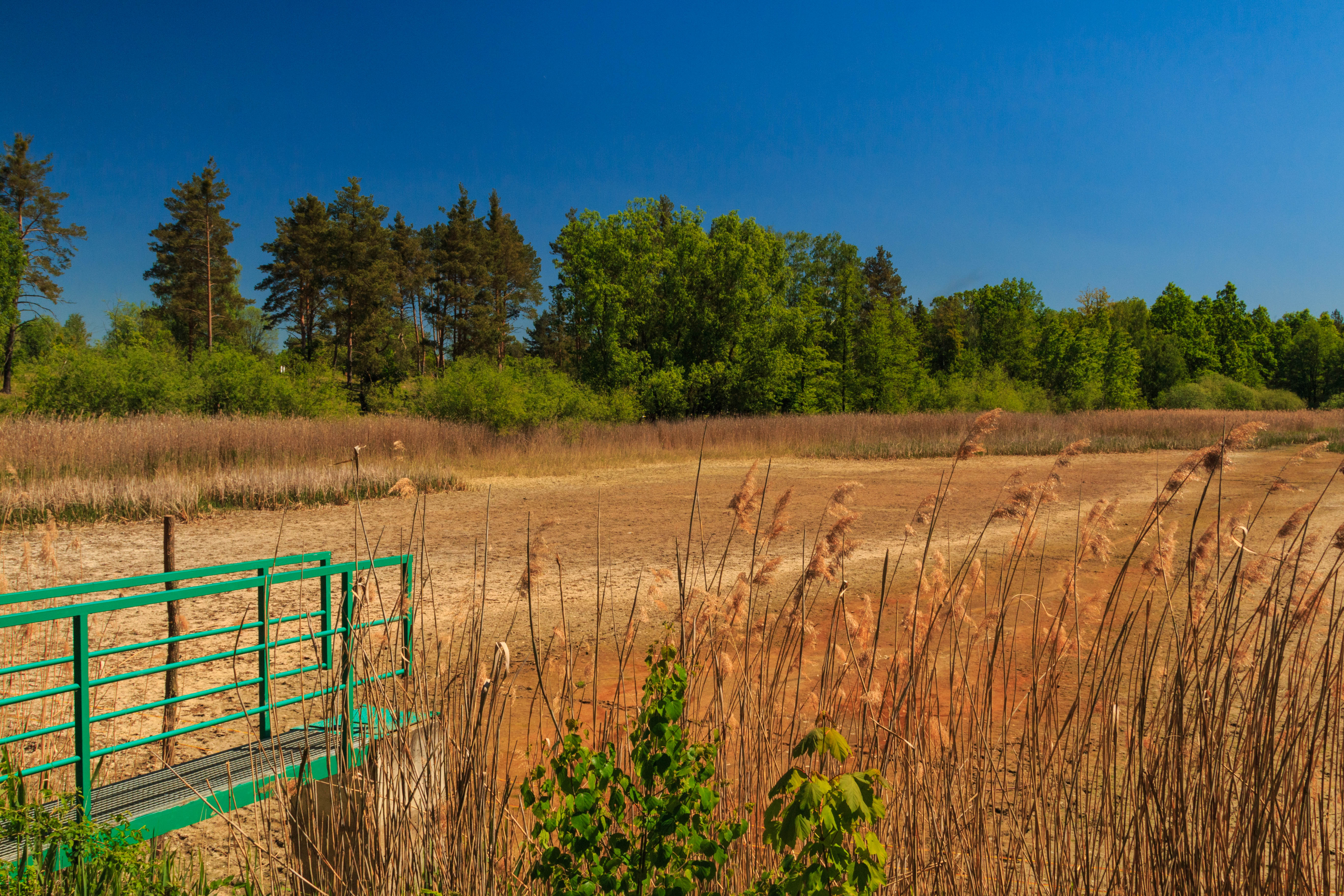
pohled na vypuštěný rybník Jáma
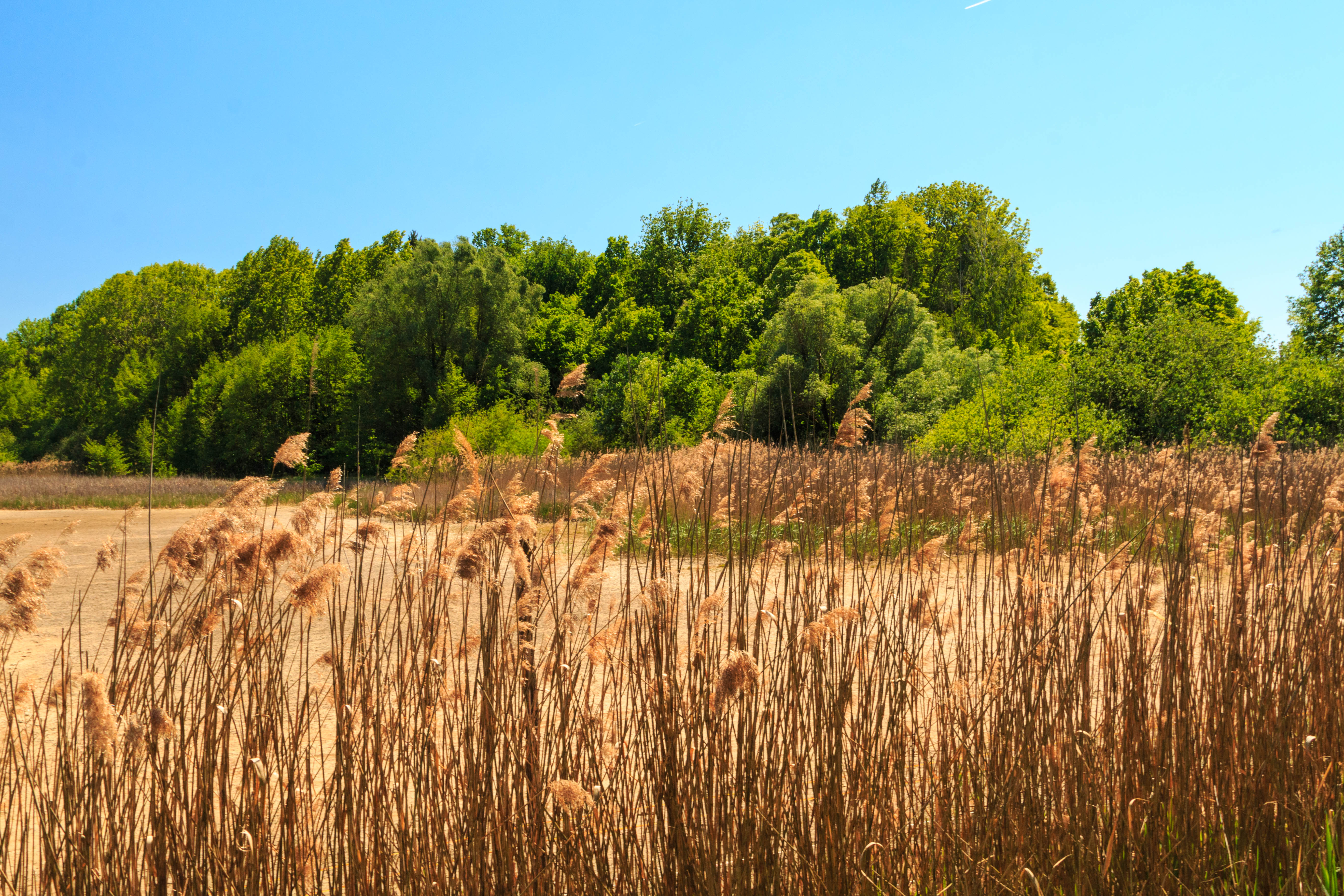
pohled na vypuštěný rybník Jáma